# Криниця (Червенський район)
Криниця (біл. вёска Крыніца) — село в складі Червенського району Мінської області, Білорусь. Село підпорядковане Клиноківській сільській раді, розташоване в центральній частині області.